# Tempo dos mais novos
O Tempo dos mais novos foi um espaço infantil da RTP1, ativo nos anos 80.

## Genérico
O genérico era algo encantador, mas ao mesmo tempo "sombrio" para as crianças mais pequenas. Nele, podia-se ver um rapaz a ser transportado para dentro de uma nave espacial, a puxado por um raio de luz, e nela encontrava-se o nome da rubrica, anunciada também por uma voz que dizia "O Tempo dos mais novos".
O genérico foi realizado por Carlos Barradas. A abertura está a ser divulgada no YouTube.

## Programas transmitidos no espaço
- A Abelha Maia (também na SIC K)
- As Aventuras do Bocas
- Calimero (série dos anos 80) (também na RTP2)
- Conan, o rapaz do futuro
- Dartacão (só a primeira série) (também na TVI, no Canal Panda, no Disney Channel e no Disney Cinemagic)
- Ferdy, a Formiga (só a primeira série)
- Heidi
- Marco
- Rua Sésamo (também na RTP2)
- Sítio do Pica Pau Amarelo
- Verão Azul (também na RTP Memória)
- Vickie, o Viking (também na TVI, na RTP2 e na RTP Açores)

## Curiosidades
- A primeira emissão da rubrica foi em 1982.
- A rubrica tinha séries de desenhos infantis que acabaram por estrear exclusivamente na rubrica. Tendo sido também essa rubrica que estreou séries de animação e até mesmo novas. Os casos mais populares foram a estreia da segunda série de "A Abelha Maia" em 1982, a primeira série de "Dartacão" e a estreia dos restantes anos do "Sítio do Pica Pau Amarelo". Além de várias repetições de desenhos animados e séries da década de 70.

- Os problemas económicos da RTP, devido ao fim do antigo regime, resultaram em dívidas que fizeram com que este fosse o primeiro programa a ser transmitido na estação televisiva.
- O programa "Cinema de Animação" e até mesmo o "Clube Disney" tinham "cartoons" de BD, destinados a todo o publico. Mas esta rubrica foi algo criado exclusivamente para as crianças, com desenhos animados e animes com censura e fantasia, que alegraram as crianças da época.
- Muitos dizem que o rapaz a ser puxado pelo raio de luz seria uma referência à televisão "colar" uma criança ao ecrã para assistir aos desenhos animados.

- A rubrica era transmitida na RTP1 às 17h e na RTP2 às 19h.
- Apesar das crianças da época nos dias de hoje considerarem os programas da rubrica no mínimo irritantes, esta rubrica ficou para sempre gravada na memória das crianças, criando até momentos emocionais quando se lembram dela.